# 内史騰
内史騰（ないし とう、生没年不詳）、または内史勝は、中国戦国時代の秦の将軍、政治家。かつては韓に仕えていたが、後に秦に降ったという解釈もされている。内史は官名であり、姓氏は不明であるため内史騰とのみ呼ばれるが、姓は辛とする説がある。
この項目では、『睡虎地秦簡』に確認される南郡守の騰を同一人物として取り扱う。

## 経歴
始皇16年（紀元前231年）、9月、秦を兵を動員して韓より南陽の地を受け取り、騰を代理の南陽守として任命した。
始皇17年（紀元前230年）、騰は韓を攻め、韓王安を捕虜とした（韓攻略）。これにより韓は滅亡し、秦は韓の領土に潁川郡を置いた。
始皇18年（紀元前229年）、時期は不明ながら南郡の郡守に任命され、楚を攻略する準備のため、駐屯の準備を行ったと思われる。
始皇20年（紀元前227年）4月、騰は法を厳格に執行するため、郡内に文書を発布し人々に法を行き渡らせた。また、別の文書では官吏としての心得を説いた。これらの竹簡群は、湖北省孝感地区雲夢県睡虎地にて発掘された秦の官吏喜の墓から副葬品として出土している。これはこの文書が属吏にとっていかに重要であったかを示している。
始皇26年（紀元前221年）、秦が天下を統一し、秦将蒙恬は内史に任じられたとあるため、この年以前か同年に騰は死去、もしくは致仕したと考えられる。

## 史料
- 『睡虎地秦簡』（喜）
- 『史記』（司馬遷）
- 『資治通鑑』